# Divriği-Moschee
Divriği-Moschee und Krankenhaus, türkisch Divriği Ulu Camii ve Darüşşifa, ist ein während der seldschukischen Zeit in Anatolien 1228/29 von einem Herrscher der Mengücek-Dynastie erbauter Gebäudekomplex in der Kleinstadt Divriği in der türkischen Provinz Sivas. Die nach ihrem Stifter Ahmet Schah auch Ahmet Şah Camii genannte Moschee ist mit dem zeitgleich von Turan Melek, vermutlich seiner Ehefrau, gestifteten Krankenhaus verbunden.
Ein bis zwei Jahrhunderte nach der Fertigstellung, in frühosmanischer Zeit, wurde das Krankenhaus in eine Madrasa umgewandelt. Die äußerst lebendig gestalteten vegetabilen und geometrischen Ornamente an den Portalen, am Minbar und im Innern des Krankenhauses stellen eine Synthese seldschukischer und christlich-armenischer Bautraditionen dar. Die Gesamtanlage ist von weitem am oberen Stadtrand zu sehen und zählt zu den bedeutendsten mittelalterlichen Bauwerken in Anatolien.
1985 wurde sie in die Weltkulturerbeliste der UNESCO aufgenommen.

## Geschichte
Divriği lag am westlichen Rand einer zusammenhängenden Kulturregion, die von Transkaukasien, Persien bis nach Anatolien reichte. Moschee und Krankenhaus verdanken ihre Ausgestaltung dem Kunstsinn mehrerer Mengücek-Herrscher, die ihr kleines Fürstentum (Beylik) beinahe 100 Jahre mit diplomatischem Verhandlungsgeschick umgeben von mächtigeren seldschukischen Teilreichen behaupten konnten. Der Dynastiegründer Mengücek Gazi kam wahrscheinlich als türkischer Militärführer im Dienst des Seldschukenherrschers Alp Arslan nach Anatolien und war damit beauftragt, die in der Schlacht von Manzikert 1071 eroberten Gebiete zu sichern. Mengüceks Machtbasis lag ab etwa 1080 hauptsächlich in Kemah, sein Gebiet umfasste den oberen Euphrat zwischen Divriği weiter im Westen und Erzincan im Osten. Nach dem Tod seines Nachfolgers Malik İshak erhielten dessen drei Söhne die drei Hauptorte als eigenständige Herrschaftsbereiche zugeteilt.
In der zweiten Hälfte des 12. Jahrhunderts wurde Kemah von Erzincan vereinnahmt. Unter dem am längsten regierenden Herrscher von Erzincan, Fahrettin Behramschah (Fakhr al-Dīn Bahrāmšāh, reg. 1162 oder 1165 – 1225), blühten Wirtschaft und Kultur. Er unterhielt gute diplomatische Beziehungen zu den Seldschuken, die nach der Annexion der Danischmenden-Gebiete und dem Sieg über die Byzantiner in den 1170er Jahren zur mächtigsten Dynastie in Anatolien wurden. Behramschah wird in der Geschichtsschreibung als Förderer der Künste und sozialer Wohltäter gewürdigt. Der Persisch schreibende Dichter Nezāmi widmete Behramschah das Versepos Machzan ol-Asrār („Schatz der Geheimnisse“) und der seldschukische Historiker Ibn Bībī lobte ihn als den seltenen Fall eines gerechten und wohltätigen Herrschers. 1228, also im selben Jahr, als in Divriği der Moscheekomplex fertiggestellt wurde, beendeten die Seldschuken die Erbfolge der in Erzincan herrschenden Dynastie. Ab dieser Zeit existierte einzig in Divriği ein kleines Mengücek-Reich ohne tatsächliche Macht weiter, bis nach der Mitte des 13. Jahrhunderts die mongolischen Ilchane die Herrschaft des Gebietes übernahmen. In der Geschichtsschreibung dieser Zeit wird das Fürstentum von Divriği nicht erwähnt; dass es auch nach dem Ende von Erzincan weiterbestand, ist nur durch Inschriften an der Moschee, an anderen Gebäuden der Stadt und durch wenige Münzfunde belegt.

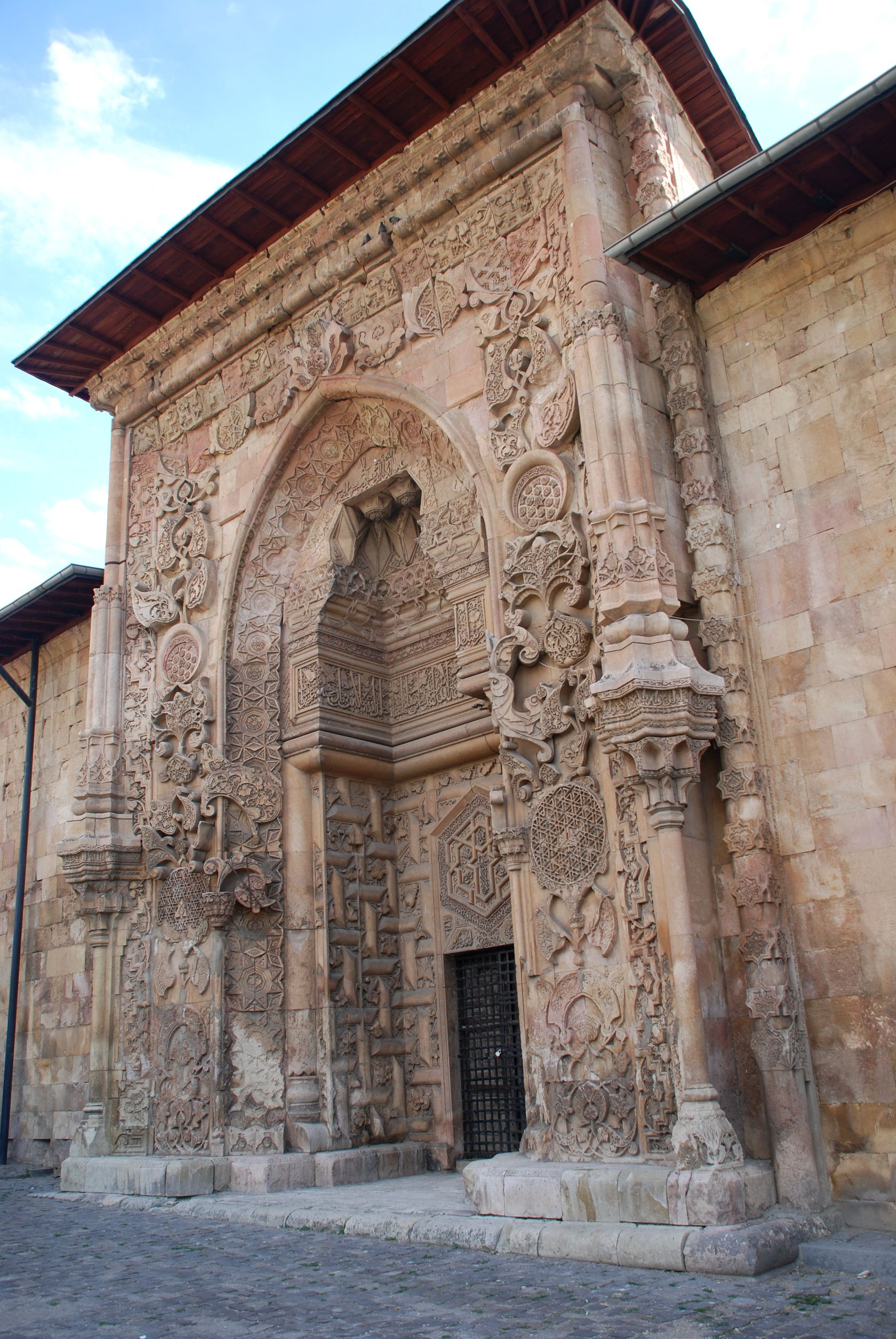
Nordportal der Moschee

Die Naschī-Gründungsinschrift der Moschee über dem Hauptportal an der Nordfassade nennt als Stifter Ahmetschah (reg. um 1229 – nach 1242), dem Sohn von Süleymanschah (reg. um 1197 – um 1229), und das Jahr 626 AH (1228/29 n. Chr.): „Den Bau dieser großen Moschee hat angeordnet (aus Liebe zu Allah) der Diener, der der Barmherzigkeit Allahs bedürftig ist, Ahmetschah, der Sohn des Suleyman Schah. Allah verewige seine Königsherrschaft. Im Jahre 626.“ Die Inschrift für den damaligen seldschukischen Sultan Kai Kobad I. (ʿAlāʾ ad-Dīn Kai-Qubād, reg. 1220–1237) in der Bogenspitze darüber fiel weniger aufwendig aus und stellt ein Zugeständnis an die seldschukische Vorherrschaft dar. Am Eingang zum Krankenhaus ist in der Gründungsinschrift aus dem gleichen Jahr von der „gerechten Königin“ (al-malika al-adila) Turan Malik die Rede. Sie war die Tochter des Behramschah und vermutlich – ohne Bestätigung durch eine schriftliche Quelle – die Frau von Ahmetschah. Drei weitere Inschriften von Ahmetschah in den folgenden beiden Jahrzehnten bestätigen dessen fortdauernde Herrschaft. Zwei Inschriften an der Zitadelle sind 1236/37 und 1242/43 datiert. In einer Inschrift am Minbar der Moschee von 1240/41 wird im Unterschied zur Gründungsinschrift Ahmetschah mit langen Ehrentiteln erwähnt, dafür fehlt dieses Mal die Huldigung an die seldschukische Oberherrschaft. Hierin spiegeln sich die damaligen Machtverhältnisse und Rücksichtnahmen auch innerhalb der Dynastie. Drei Jahre nach dem Tod von Bahramschah und im selben Jahr, als die Familiendynastie in Erzincan von den Seldschuken aufgelöst wurde, schien bei der Gründungsinschrift Zurückhaltung angebracht. Ähnlich bescheiden geben sich auch zwei kleine Inschriften von 1228 zu beiden Seiten des Nordportals. In ihnen wird formelhaft ein nicht namentlich genannter Herrscher (malik) gepriesen und der beliebte Thronvers des Korans zitiert. Ähnlich zurückhaltend ist auch eine Inschrift am vermutlich dem Adel vorbehaltenen Ostportal der Moschee formuliert, wonach die Herrschaft (al-mulk) allein von Gott ausgeübt wird. In Turan Maliks Gründungsinschrift wird keine seldschukische Vorherrschaft eingeräumt, vermutlich war dies nicht nötig, weil ein Krankenhaus als weniger politisch bedeutend und symbolträchtig galt als eine Freitagsmoschee.
Der Ruf Erzincans als Kulturstadt zog auch den aus Bagdad stammenden berühmten Gelehrten Abd al-Latif al-Baghdadi (1163–1231) an. Nach den Stationen Kairo, Damaskus und Jerusalem lebte Latif einige Jahre in Erzincan. Als Kai Kobad die Stadt 1228 annektierte, reiste er über Kemah, Divriği, Malatya und Aleppo zurück nach Bagdad. Von April bis Juni 1229 hielt sich Latif in Divriği auf, als eben die Moschee fertiggestellt war. Möglicherweise hatte er geplant, in Divriği zu bleiben und zu unterrichten, denn in einer osmanischen Quelle von 1530 wird Turan Malik auch als Gründerin einer heute nicht mehr existierenden Madrasa erwähnt. In den 1230er bis 1250er Jahren blieb Divriği ein kulturell bedeutender Ort, der Gebildete von weither anzog, wie an deren Nisbas (Herkunftsort als Namensbestandteil) zu erkennen ist. Die späteste Mengücek-Inschrift mit dem Datum 7. Oktober 1252 war an der Zitadelle angebracht und stammt von Melik Salih (Malik al-Ṣāliḥ, reg. nach 1242 – nach 1252), dem Sohn und Nachfolger von Ahmetschah. In einem der folgenden Jahre nahmen die Seldschuken Divriği ein.

### Baumeister
Stilunterschieden zufolge, müssen beim Bau der Anlage mehrere Werkstätten beteiligt gewesen sein. Als Baumeister sind Ahmed ibn Ibrahim aus der georgischen Stadt Tbilisi und Churramschah ibn Mullit aus Ahlat am Vansee bekannt. Letzterer war vermutlich Armenier. Tbilisi befand sich seit der Abbasidenzeit im 8. Jahrhundert unter der Kontrolle arabischer Muslime, ab 1122 war die Stadt wieder unter georgischer Herrschaft. Die Besetzung durch die Choresmier 1226 dürfte die gesellschaftlich-kulturellen Verhältnisse drastisch verändert haben. Es ist daher nachvollziehbar, dass ein Baumeister wie Ahmed sich nach einer anderen Wirkungsstätte umsah und von einem Angebot aus Divriği angezogen wurde. Welche gestalterische Prägung er aus Tbilisi mitbrachte, lässt sich nicht feststellen. Das mittelalterliche Tbilisi wurde wegen seiner Architektur aus Nadelhölzern gerühmt, die vielleicht die außerordentlich feine Holzornamentik am Minbar beeinflusst hat.
Besser einzuschätzen ist der Einfluss der mittelalterlichen Baukunst von Ahlat (damals Khilāt). Obwohl bei einem Erdbeben 1275/76 ein großer Teil der Stadt zerstört wurde, blieben hunderte Grabsteine erhalten, die überwiegend zwischen dem 12. und 14. Jahrhundert aufgestellt wurden. Die qualitätvollen Ornamente vermitteln einen Eindruck von der verlorenen Baukunst. Die ältesten dieser teilweise übermannshohen Grabstelen aus den letzten beiden Jahrzehnten des 12. Jahrhunderts zeigen stilisierte geometrische Ornamente, die zu Beginn des neuen Jahrhunderts durch feingliedrige geometrische Sternenmuster ergänzt wurden. Die Grabsteine von Ahlat stehen in der Traditionslinie der armenischen Gedächtnisstelen Chatschkar („Kreuzstein“), die ab dem 9. Jahrhundert in den armenischen Gebieten Anatoliens und Transkaukasiens hergestellt wurden. Mittels der Datierungen auf den Grabsteinen von Ahlat lässt sich in den 1220er Jahren ein deutlicher Produktionsrückgang feststellen, der offensichtlich auch hier mit dem Einfall der Choresmier unter der Führung von Dschalal ad-Din Mengübirti 1226 und 1229 zusammenhängt. Die meisten Grabstelen von Ahlat tragen die Signatur ihres Schöpfers, ein Zeichen für deren Individualität und Wertschätzung als Meister (ustad). Die Handwerker waren mehrheitlich in einer futuwwa (städtischen Bruderschaft) organisiert, die vom 13. bis zum 15. Jahrhundert in Anatolien ein soziales Netzwerk anbot und besonders in unruhigen Zeiten für gegenseitige Unterstützung sorgte. Einige der Steinhauer dürften schon bei der ersten Belagerung und anschließenden Zerstörung der Stadt – möglicherweise durch Verbindungen innerhalb der futtuwa – Auftraggeber in einer entfernten sicheren Region gesucht und so den Weg nach Divriği gefunden haben.

### Nach der Fertigstellung
Im 14. oder 15. Jahrhundert wurden keine Kranken mehr versorgt, das Hospital wurde in eine islamische Bildungseinrichtung (Madrasa) umgewandelt und hieß nun Medrese-i Kübrâ („Große Madrasa“). Dies geht aus osmanischen Steuerurkunden (tahrir defterleri) der Jahre 1519 und 1530 hervor, in denen Abrechnungen der zur Moschee gehörenden Stiftungen (waqf) enthalten sind, einschließlich deren Vermögen und den Ausgaben für Dienstleistungen.
Bis zum Anfang des 16. Jahrhunderts muss ein größerer Bereich der Westfassade und eventuell der angrenzenden Nordfassade aus statischen Gründen eingestürzt sein. Zur Verstrebung der Nordwestecke wurde ein zylindrischer massiver Stützbau angefügt, der zugleich als Sockel für ein neu errichtetes Minarett dient. Am Sockel findet sich die Inschrift „...erbaut unter der Herrschaft von Süleyman I. von Ibrahim, dem Sohn von Ahmed, zwischen 1523 und 1533.“ Zu diesem Umbau gibt es ansonsten keine schriftlichen Quellen.
Im 19. Jahrhundert benutzte man die Moschee als Scheune zur Lagerung von Heu. Nach einer Restaurierung um 1900 wurden in ihr während des Zweiten Weltkrieges für eine gewisse Zeit die Schätze des Topkapı Sarayı aufbewahrt, die vor einem deutschen Einmarsch in Sicherheit gebracht werden sollten. Seit 1985 gehört das Gebäude zum Weltkulturerbe der UNESCO. Die Moschee erfüllt heute wieder ihre ursprüngliche Bestimmung als Freitagsmoschee. Daneben gibt es noch die restaurierte, aber meist verschlossene Moschee in der Burgruine und eine kleinere schlichte Moschee von etwa 1900 in der Stadtmitte. Der Gebäudekomplex ist tagsüber für Besucher geöffnet.

## Architektur
Das 63 Meter × 32 Meter große Gebäuderechteck erstreckt sich in nord-südlicher Richtung. Im Süden nimmt das Krankenhaus etwa ein Drittel der Grundfläche ein, sein einziger Eingang befindet sich an der Westseite. Die nördliche Längswand des Krankenhauses ist zugleich die Qibla-Wand der Moschee. Deren basilikaler Betsaal wird durch vier Pfeilerreihen in fünf Schiffe unterteilt, wobei das Mittelschiff deutlich breiter ist als die beiden Seitenschiffe. Vom Haupteingang im Norden fällt der Blick durch die mittlere Pfeilerreihe auf den zentralen Mihrab. Der zweite Eingang führt von der Westwand in den Zwischenraum des mittleren Pfeilerpaares.
Die Wände sind aus gelbbraunen, sorgfältig behauenen Quadern in gleichbleibenden Steinhöhen von etwa 40 Zentimetern gefügt. Die Länge der Quader variiert zwischen 40 und 100 Zentimetern.

### Nordportal

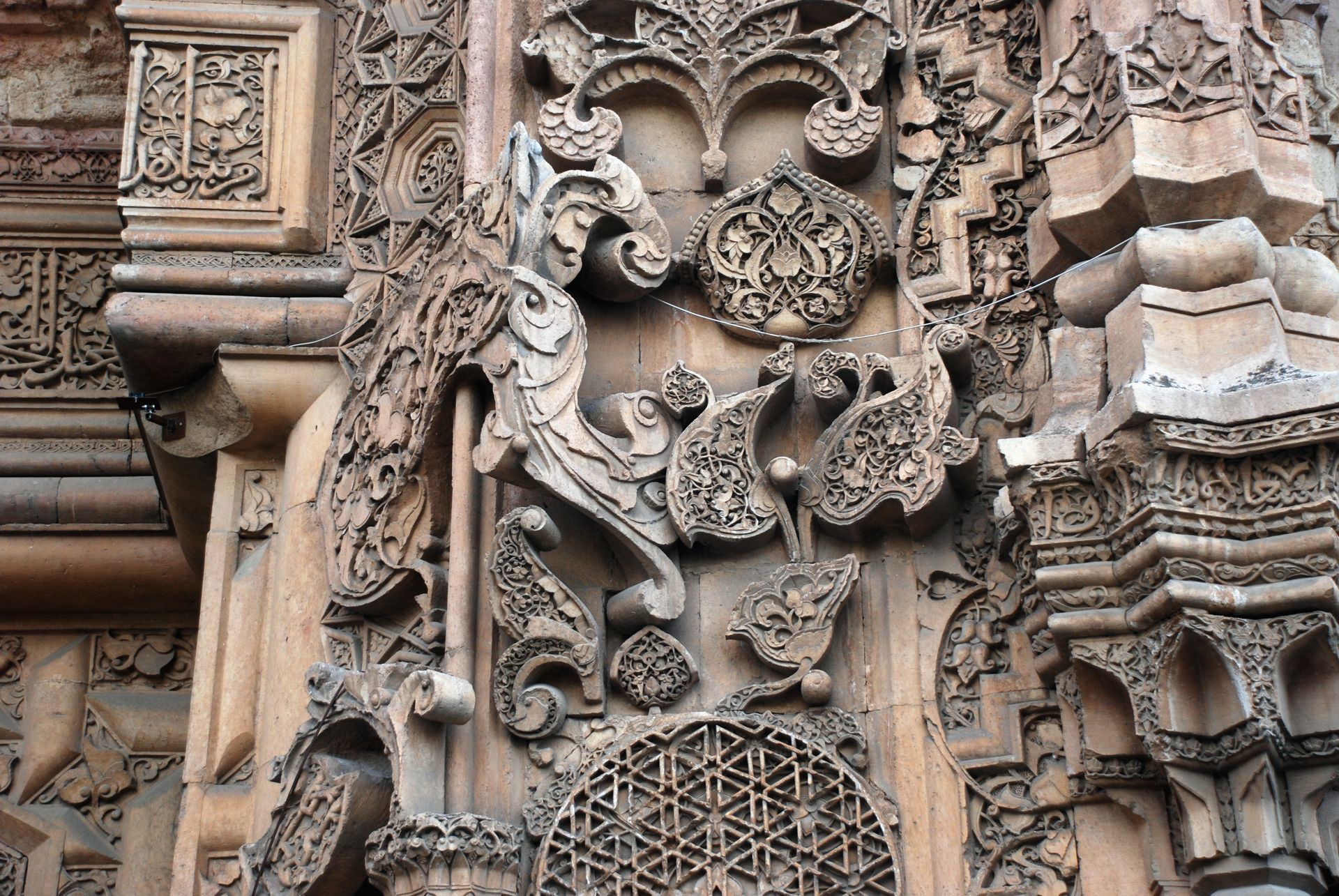
Hinterschnittene und Brücken bildende Formen am Nordportal

Der aus der Wand hervortretende rechteckige Baukörper des Nordportals (Kuzey Taç-Kapısı, „Nördliches-Kronen-Tor“) überragt als einziger die Dachtraufe und stellt das dominierende Element der gesamten Fassadengestaltung dar. Seine Konturen und die innere Gliederung werden durch geometrische und teilweise vollplastisch aus der Fläche tretende florale Ornamente aufgelöst. Die zentrale Grundstruktur bildet ein durch eine Rundkante dargestellter Spitzbogen, der an mehreren Stellen von Pflanzenranken übersprungen wird. Die Flächen bis zur Außenkante sind mit großformatigen Phantasieblattformen übersät, die als Lebensbaummotiv gedeutet werden können.
Eine schräge Fläche mit Rosetten und Rauten dazwischen leitet nach innen zu einer zweiten Ebene, von der aus die Portalnische eingetieft ist. Diese verjüngt sich nach oben über eine Reihe von Gesimsen und endet in kurzen Muqarnas. Ein Rundwulst verläuft im Rechteck quasi entgegen der Tiefenstaffelung von der Außenkante entlang der Seitenwände der Nische und über die Tür hinweg. Auch die gitterartigen Wulstformen innerhalb dieses Rahmens nehmen keine Rücksicht auf die verschiedenen räumlichen Flächen. Die Gründungsinschrift über der Tür wirkt mächtig und wird noch durch den Rahmen betont. Die Folge von Rahmen und Gesimsen in der Nische vermindern die bei sonstigen seldschukischen Portalen vorhandene Höhe der Muqarnas.
Den äußeren Rand des Portals nehmen pilasterartige Rundformen ein, die sich in der Mitte mehrgliedrig verbreitern, ausgehend von einem zweistufigen Muqarnas-Kapitell, das frei zu schweben scheint, da es nur von einer dünnen Säule unterstützt wird. Nahezu sämtliche Flächen sind in barocker Manier mit Ornamenten ausgefüllt. Die Ornamentformen zeugen von außergewöhnlicher Gestaltungskraft und Handwerkskunst, es fehlt jedoch an Harmonie zwischen den einzelnen Elementen, die sich durch ihre Überlagerung an manchen Stellen im Weg zu stehen scheinen.

### Westportal der Moschee

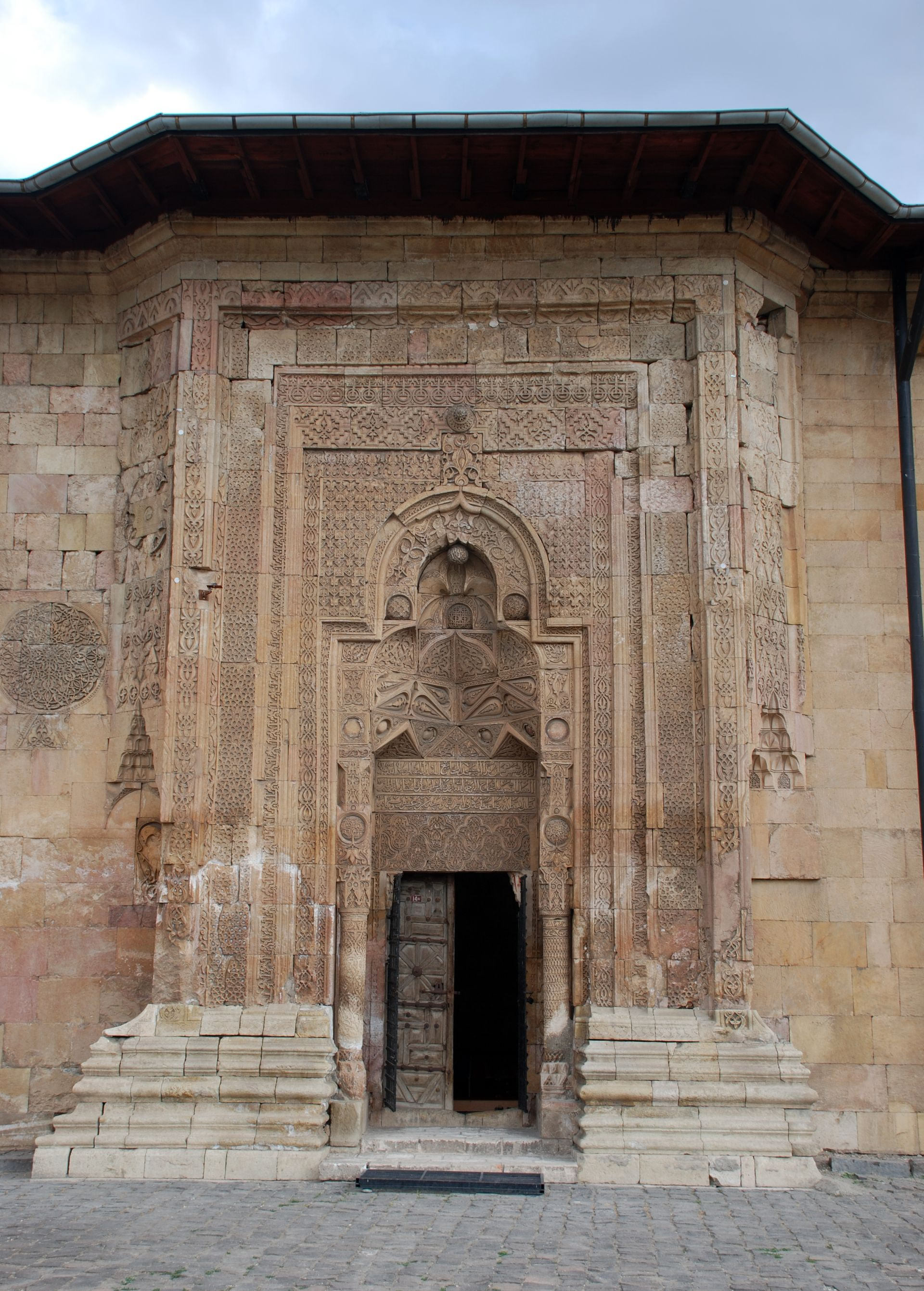
Westportal der Moschee

Das Westportal (Bati Taç-Kapısı, „Westliches-Kronen-Tor“) wirkt feiner und bescheidener, es tritt in einem schrägen Winkel aus der Fassade, ragt aber nicht nach oben über diese hinaus. Eine Besonderheit stellt die hohe, mehrfach getreppte Sockelzone dar. Im Unterschied zum Nordportal bestimmt hier eine klare Gestaltung durch hintereinander gestaffelte Rechteckrahmen den Gesamteindruck. Darin sind Bänder mit kleinteiligen geometrischen Ornamenten enthalten, die in ihrer künstlerischen Ausgestaltung und Anordnung einzigartig innerhalb der seldschukischen Baukunst sind. Sie verweisen auf armenische Buchillustrationen, wie sie zu jener Zeit in der Residenz des Katholikos von Rum Kalesi am Euphrat nahe der syrischen Grenze und anderswo in Kilikien angefertigt wurden. Oftmals umschlossen solche Portalabbildungen einen Eusebischen Kanon.
Die Ornamente sind im Flachrelief ausgeführt und bedecken ohne Freiraum die gesamten Flächen, so dass bei den nur leichten Rücksprüngen der Rahmen die Wirkung eines geschlossenen teppichartigen Musters entsteht. Das direkt die Muqarnas-Nische umgebende Band besteht aus ineinanderfließenden lilienartigen Mustern, wie sie ähnlich in einem armenischen Manuskript zu sehen sind.

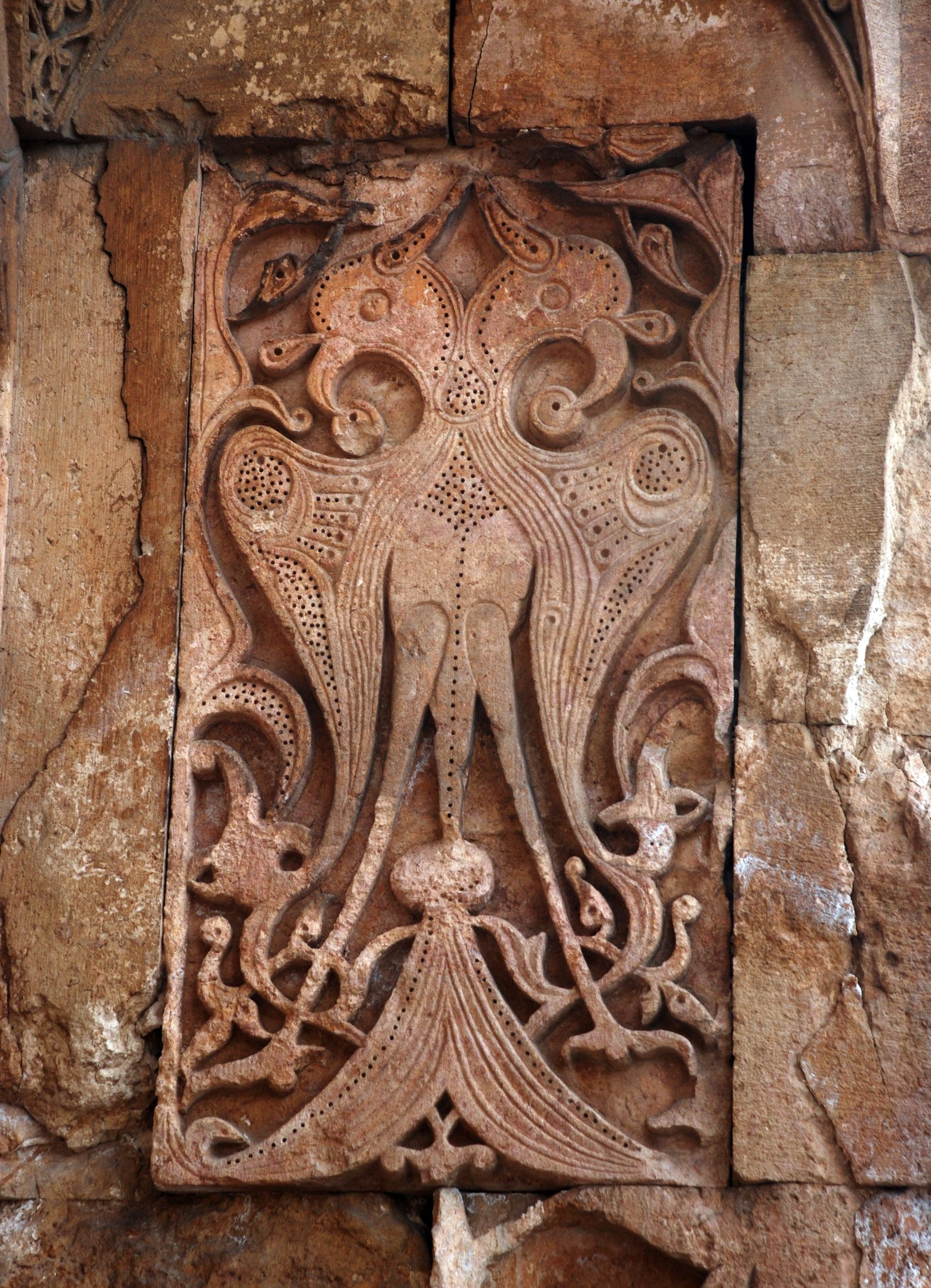
Spolie eines doppelköpfigen Vogels. Rechte Seite am Westportal der Moschee

Der innere, um etwa das Doppelte überhöhte Türrahmen wird durch einen Rundbogen weiter nach oben verlängert. Kreissegmente mit exotischen Rankenornamenten leiten vom Rechteckrahmen in den runden Abschluss (Archivolte) über, von dem in der Mitte als einziges vollplastisches Gestaltungselement ein kugelförmiger Zapfen herunterhängt. Seitlich des Eingangs stehen zwei ungleiche, nach frühislamischen Vorbildern verzierte Säulen.
Die schrägen Wandflächen an den Außenseiten des Portalvorbaus enden im unteren Bereich in spitzförmigen Muqarnas-Nischen. In die seitlichen Wandflächen darunter sind Ornamentsteine eingefügt, die jeweils einen doppelköpfigen Greifvogel zeigen, an der Wandfassade auf der linken Seite zusätzlich noch einen einköpfigen Vogel. Bei diesen eleganten Formen drängt sich ein Vergleich mit dem indischen Kulturraum auf, etwa mit den Reliefs am Tempel von Banteay Srei.
Gerade die asymmetrische Anordnung einzelner Schmuckmotive lässt den Schluss zu, dass auch das Westportal vom Einsturz des nordwestlichen Moscheebereichs betroffen war und zu einem späteren Zeitpunkt unter Verwendung von Spolien aus diesem oder einem anderen Gebäude der Mengücek-Periode wiederaufgebaut wurde. Hierzu würde passen, dass in der Inschrift über dem Portal von einer „ursprünglichen Konstruktion“ die Rede ist. Da es keine datierten Inschriften gibt, ist eine zeitliche Einordnung des späteren Umbaus nicht möglich.

### Portal des Krankenhauses

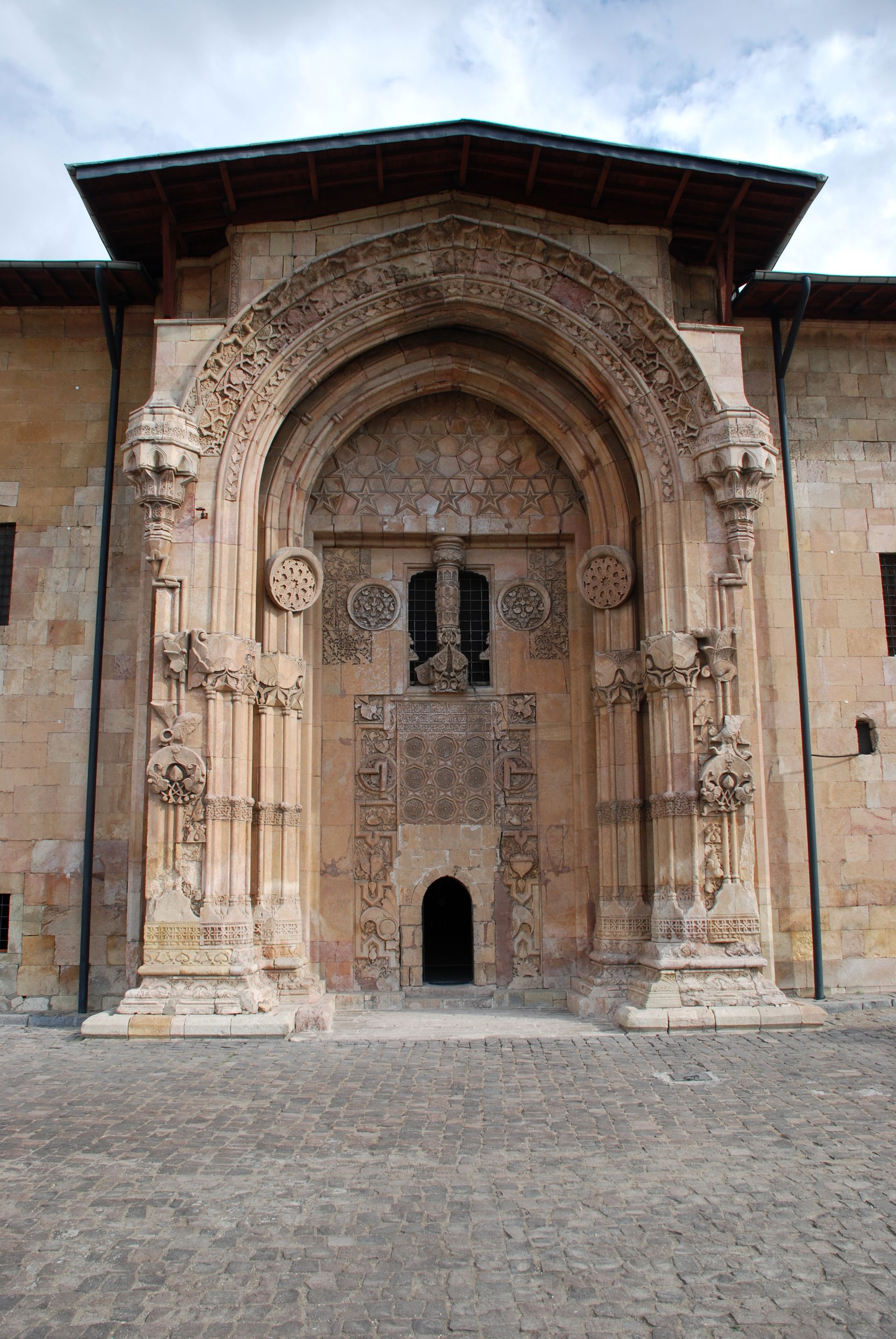
Portal des Krankenhauses

Zwei hintereinander gestaffelte mächtige Spitzbogen über seitlichen, aus mehreren Halbsäulen bestehenden Bündelpfeilern erzeugen die räumliche Tiefe des Krankenhausportals (Şifahane-Taç-Kapısı, „Krankenhaus-Kronen-Tor“). Die Pfeiler stehen auf flachen Sockeln, die aus der Wandfläche nach vorn ragen. Beim inneren Bogen setzen sich die senkrechten Halbsäulen nach oben als Kantenwülste fort, die Streifen dazwischen sind schmucklos. Dagegen wird der äußere Bogen durch drei Ornamentstreifen am äußeren Rand hervorgehoben. Links unten sind zwischen beiden Pfeilern zwei Reliefköpfe zu sehen, möglicherweise haben sich hier die Baumeister abbilden lassen.
Am Beginn des äußeren Bogens ragen auf jeder Seite tropfenförmige Gebilde, die sich von unten aus dreistufigen Muqarnas entwickeln, fast frei schwebend nach vorn. Etwas tiefer hängen am inneren Bogen Tondos mit Sternenmuster, sie korrespondieren mit von Blattranken ausgefüllten Rosetten an der Rückwand. Das rückwärtige Bogenfeld (Lünette) ist mit strengen fünfzackigen Sternen ausgefüllt. Beachtung verdient eine ungewöhnliche, aufwendig verzierte Säule, die ein rechteckiges Fenster unter dem Bogenfeld in der Mitte teilt. Die beiden oberen Ecken der rechteckigen Rückwand auf Höhe des Fensters sind mit Flachreliefs in Rankenmustern ausgefüllt, von denen weder die Formen noch die Positionierung in einer Beziehung zum Fenster oder zu den übrigen Dekorationen stehen. Ein quadratisches Feld unter dem Fenster ist mit achteckigen Mustern in zwei verschiedenen Größen ausgefüllt. Komplexere Rankenornamente finden sich in breiten senkrechten Streifen neben der Tür.

### Saal der Moschee
Die vier achteckigen Pfeiler in jeder Reihe sind durch spitz zulaufende Gurtbögen miteinander verbunden und tragen Kuppeln in unterschiedlichen Formen und Größen. Fünfschiffige Moscheen gab es häufiger in seldschukischer Zeit, jedoch wurden sie selten so klar in der Längsachse ausgerichtet, wie es hier durch das breitere Mittelschiff erfolgte. Von den insgesamt 16 Pfeilern tragen die vier zentralen ein erhöhtes Kuppelfeld, das mit einem achteckigen, durchfensterten Aufsatz (Tambour) das Dach knapp überragt. Das meiste Tageslicht fällt durch diesen, heute mit Wellblech über einer Holzkonstruktion gedeckten Dachaufbau in den Betsaal. Bei der jüngsten Restaurierung verschwanden einige weitere Aufbauten des früheren Flachdachs unter dem schützenden Wellblechdach, die hohen Fenster des Tambours mussten dafür verkleinert und nach oben versetzt werden. Sehr wahrscheinlich gab es ursprünglich eine Kuppel mit einer zentralen Deckenöffnung („Schneedepot“, weil im Winter Schnee hereinfiel) über dem Tambour. Genau darunter befand sich am Boden früher ein Wasserbecken, beides ist eine Erinnerung an den älteren Bauplan der Hofmoschee. Die übrigen, unterschiedlich gestalteten Gewölbe haben Ähnlichkeit mit armenischen Dachformen aus derselben Zeit.

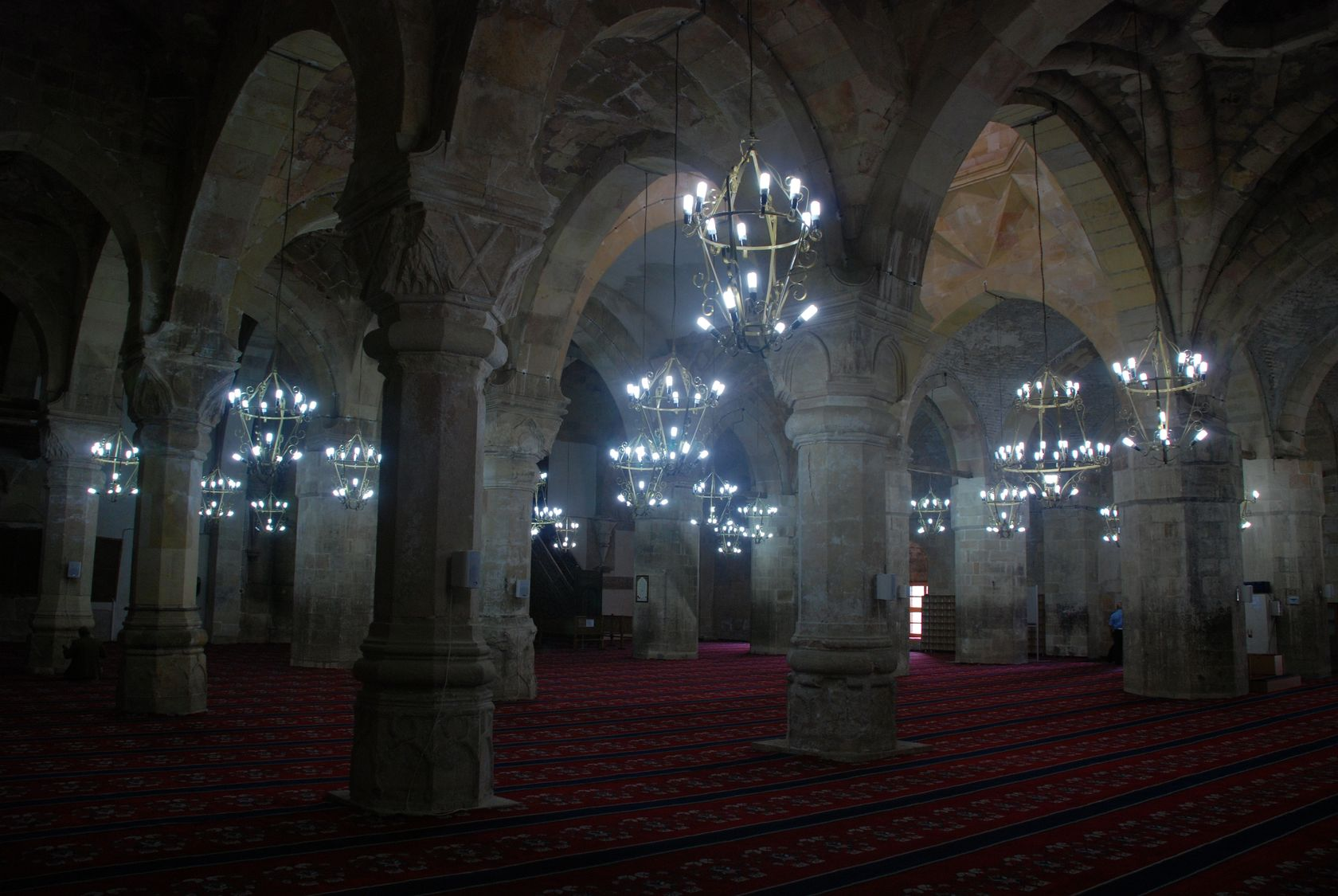
Moschee. Das helle Bogenfeld zeigt die mittlere Deckenöffnung. Richtung Südwesten

Der größte überkuppelte Bereich ist die Maqsūra direkt vor dem Mihrab. Durch ein Querschiff vor der Qiblawand in derselben Breite des längs gerichteten Mittelschiffs entstand an dieser bedeutsamen Stelle der Moschee das einzige quadratische Deckenfeld mit einer hohen Kuppel, die außen von einem achteckigen Pyramidendach nach dem Modell eines persischen Grabbaus (Gonbad) überragt wird. Das Gewölbe ist aus zwölf Kreuzrippen konstruiert, die von Zwickeln ausgehen.
Der durch zwei mächtige Wülste eingerahmte Mihrab steht in räumlicher Beziehung zum Nordportal und übernimmt von dort einige Dekorationsformen, wie die an den seitlichen Rändern vorkragenden, komplex aufgebauten Kapitelle. Der hölzerne Minbar daneben ist 1240/41 datiert und enthält ein beliebtes Sternendekor. Er gehört zu den feinsten Moscheekanzeln der mittelalterlichen islamischen Welt
Eine nachträglich (um 1241) eingebaute Öffnung an der Ostwand im Feld vor der Qiblawand bietet Anlass für Spekulationen. Die Moschee ist mit der Ostseite quer zum Hang gebaut, sodass sich die Unterkante dieser Öffnung außen auf und innen deutlich über Bodenniveau befindet. Entweder war hier ein Fenster, um die ansonsten dunkle Qiblawand zu erhellen, oder es handelte sich – eher wahrscheinlich – um einen exklusiven Zugang für die Adligen, die von ihrem Palast in der Zitadelle hereinkamen und über einen hölzernen Steg direkt auf eine für sie reservierte Empore (türkisch mahfil, arabisch dikka) gelangten. Folglich erhielt der Eingang den Namen Şah-Mahfili-Taç Kapısı. Nach einer dendrochronologischen Untersuchung stammen zumindest Teile des Mahfil aus den Jahren um 1240, sind also zeitgleich mit dem Minbar. In vergleichbarer Lage am Hang besitzt eine fünfschiffige Holzsäulenmoschee in Ankara, die Arslahane Cami vom Ende des 13. Jahrhunderts, einen höher gelegenen Haupteingang gegenüber dem Mihrab, der zu einem hölzernen Balkon führt. Außen ist das Osttor mit einer für die Seldschukenzeit typischen, spitz zulaufenden Muqarnas-Nische gestaltet, die von einem hohen Rechteckrahmen mit zwei Bändern im Flachrelief umgeben ist.

### Krankenhaus

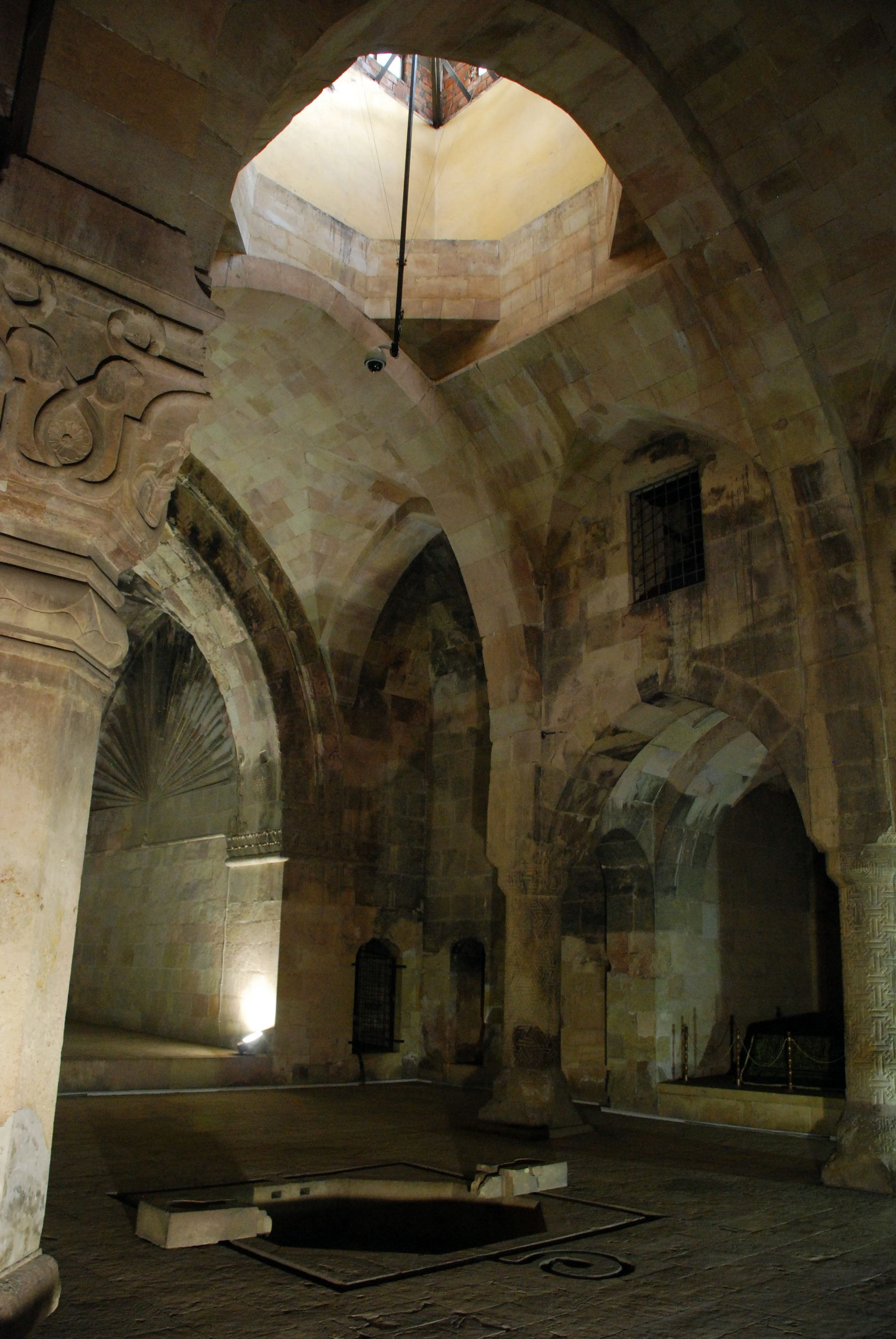
Zentrale Halle des Krankenhauses. Vorne der ehemalige Brunnen

Die kleine Eingangstür führt über einen Vorraum, von dem zwei seitliche Nebenräume abgehen, in eine etwa 13 × 14,5 Meter große Halle, die wie die Moschee in der Mitte durch die Fenster eines hohen Tambours erhellt wird. Nach dem Grundriss eines persischen Vier-Iwan-Baus befindet sich gegenüber dem Eingang an der Ostseite ein breiter offener Raum (Iwan) mit einem Kreuzrippengewölbe, der durch einen hohen Gurtbogen von der Halle abgegrenzt wird. Zusammen mit den beiden seitlichen kleineren Iwanen im Norden und Süden und dem Vorraum entsteht ein kreuzförmiger Grundplan. Die halbkreisförmigen seitlichen Wandfelder des Ostiwans sind mit aus Mulden gebildeten Fächerformen ausgefüllt. Größere Räume in den Außenecken und kleinere auf beiden Seiten der Iwane an den Längsseiten vervollständigen den Plan. Sie sind alle durch Türen von der zentralen Halle zu betreten.
Der nordöstliche Nebenraum ist durch eine zweite Tür in der Qiblawand mit der Moschee verbunden. Außen ist er durch einen pyramidenförmigen Dachaufbau kenntlich gemacht. Unter den ein Dutzend Sarkophagen in diesem Raum sollen auch diejenigen der Stifter zu finden sein. Gegenüber, in der Südwestecke der Halle, führt eine steile Steintreppe zu einem Obergeschoss hinauf, das sich auf den Bereich über dem Süd-Iwan bis über dem Nebenraum rechts vom Eingang beschränkt.